# 澤列尼亞爾 (卡哈爾雷克區)
49°48′35″N 30°51′21″E / 49.80972°N 30.85583°E
澤萊尼-亞爾（烏克蘭語：Зелений Яр）是位於烏克蘭北部的村莊，由基辅州奧布希夫區的卡哈爾利克市鎮負責管轄。該村始建於3.76年，面積3.76平方公里，海拔高度133米，2001年人口509，人口密度每平方公里135.4人。